# Ljubav za ljubav - Live
Ljubav za Ljubav - Live är ett livealbum från den kroatiska sångerskan Nina Badrić. Albumet släpptes den 25 juli 2005 efter att materialet spelats in redan den 14 februari samma år i Dom sportova i Zagreb. Albumet är producerat av Ante Gelo.
Både en CD-version och en DVD-version av albumet släpptes. Båda versionerna består av två CD-skivor med samma innehåll. Albumet består totalt av 23 låtar från Badrićs tidigare studioalbum. Badrić har arbetat på albumet med flera kända musiker. Hon framför bland annat låten "Ti si mene" tillsammans med sångaren Dino Merlin.

## Låtlista
| 1. Takvi kao ti 2. Ja za ljubav neću moliti 3. I'm So Excited 4. Još i sad 5. Ako kažeš da me ne voliš 6. Ostavljam ti sve 7. Sreću duguješ meni 8. Slobodna 9. Neka te voli 10. Nije mi svejedno 11. Ti si mene 12. Ti ne znaš kako je | 1. Nek ti bude kao meni 2. Moja ljubav 3. Ne Daj mi da odem 4. Trebam Te 5. Ako odeš ti 6. Za dobre i loše dane 7. Na kraj svijeta 8. Poljubi Me 9. Vječita ljubav 10. Kosa 11. Čarobno jutro |